# سورن (خواننده)
نکناسورن سجاکول (تایلندی: ชลนสร สัจจกุล، متولد ۱۸ نوامبر ۱۹۹۶) که بیشتر با نام مستعار و نام هنری خود، سورن شناخته می‌شود، یک خواننده تایلندی است که در کره جنوبی مستقر است.
او به عنوان یکی از اعضای گروه دختران سی‌ال‌سی زیر نظر کیوب انترتینمنت (از اولین حضور آنها در مارس ۲۰۱۵ تا زمانی که در نوامبر ۲۰۲۱ از گروه جدا شد) فعالیت داشته‌است. او همچنین ویدیوهایی را برای کانال یوتیوب خود که در سال ۲۰۱۹ راه اندازی شد تولید می‌کند. در ۳ دسامبر ۲۰۲۱، سورن به عنوان یک هنرمند انفرادی با گروه سرگرمی وایلد قرارداد امضا کرد.
در کودکی، مادرش به او اجازه داد تا برای رسیدن به هدفش که خواننده شدن بود، در استودیوی آواز گرمی در بانکوک درس آواز داشته باشد. او در خانواده ای مرفه به دنیا آمد. پدرش واناستانا ساجاکول عضو سابق پارلمان تایلند و مدیر سابق تیم ملی فوتبال تایلند بود و برادر ناتنی او اوتیراپات سجاکول بازیگر و خواننده است.
سورن دانشجوی مدرسه بین‌المللی KIS در بانکوک بود و بعداً از مدرسه خارجی کره کنت در سئول فارغ‌التحصیل شد.